# Хорошки (Омская область)
Хорошки — село в Павлоградском районе Омской области. Административный центр Хорошковского сельского поселения.

## История
Основано в 1907 году. В 1928 году состояла из 86 хозяйств, основное население — украинцы. В административном отношении деревня находилась в составе Глинкинского сельсовета Павлоградского района Омского округа Сибирского края.

## Население
| 1926 | 2010  |
| ---- | ----- |
| 452  | ↗1069 |

## Улицы
| - ул. 10 лет Совхоза, - ул. 20 лет Победы, - ул. Гагарина, - ул. Гвардейская, - пер. Зелёный, | - ул. Коммунистическая, - ул. Ленина, - ул. Мичурина, - ул. Цыбенко, - ул. Юбилейная. |